# Roldán González Rivero
Pour les articles homonymes, voir Rivero.
Roldán González Rivero, aussi appelé simplement Roldán, né le 1er juin 1971 à San Felipe, est un chanteur de sonero, guitariste et professeur de guitare classique cubain. Il réside actuellement à Paris.

## Biographie
Roldán chante depuis l'âge de 8 ou 9 ans.
En 1999, il fonde le groupe Orishas, avec Ruzzo Riveri et Yotuel Romero, duquel il est le chanteur jusqu'en 2009, et où il interprète des morceaux sur un mélange de hip-hop et de musique traditionnelle cubaine.
Durant sa carrière, il a également travaillé conjointement, en tant que chanteur et compositeur, avec Magic System, Rohff, Kery James, Kool Shen, mais aussi avec L'Algérino à l'occasion de la chanson Validé, sortie en 2012. Il a également travaillé avec le chanteur Ridsa à l'occasion de la chanson Sa Femme, sortie en 2015 dans l'album Tranquille de Ridsa.
En 2004, il participe à la bande-son du film Polly et moi. En avril 2016, le groupe Orishas annonce son retour pour un album.